# Nick Tol
Nick Tol (Volendam, 3 mei 1989) is een Nederlands voetballer die als verdediger speelt. Hij speelde seizoen 2008/2009 voor de amateurs van RKAV Volendam in de Zaterdag Hoofdklasse B. Daar werd hij clubtopschutter met 13 doelpunten. Aan het eind van het seizoen werd bekend dat Tol terugkeerde bij FC Volendam waar hij ook de jeugdopleiding doorliep. Hij is een neef van ploeggenoot Kees Tol. In 2013 ging hij bij Spakenburg voetballen. In 2017 keerde hij terug bij RKAV Volendam.

## Statistieken
| Seizoen                         | Club                   | Land                   | Competitie             | Wed. | Goals |
| ------------------------------- | ---------------------- | ---------------------- | ---------------------- | ---- | ----- |
| 2008/09                         | RKAV Volendam          | Nederland              | Zaterdag Hoofdklasse B | ?    | 13    |
| 2009/10                         | FC Volendam            | Nederland              | Eerste divisie         | 5    | 0     |
| 2010/11                         | FC Volendam            | Nederland              | Eerste divisie         | 12   | 0     |
| 2011/12                         | FC Volendam            | Nederland              | Eerste divisie         | 12   | 0     |
| Totaal betaald voetbal          | Totaal betaald voetbal | Totaal betaald voetbal | Totaal betaald voetbal | 29   | 13    |
| Bijgewerkt tot 25 november 2011 |                        |                        |                        |      |       |